# فالح رفقي أطاي
فالح رفقي أطاي (بالتركية: Falih Rıfkı Atay) ولد في إسطنبول في عام 1894، وتوفي بها أيضًا في 20 مارس عام 1970. وهو صحفي تركي وكاتب وعضو برلماني سابق. وهو من أنشط الصحفين في فترة الجمهورية، وقد تعرف فالح رفقي على مصطفى كمال أتاتورك بعد تحرير ازمير وحظي بصداقته. وقد اشتهر بمعرفته الحياة الشخصية لمصطفى كمال أتاتورك. وقد عمل بالسياسة وانتخب عضوا برلماني في الفترة من 1923 إلى 1950. وبحكم قربه من أتاتورك أصبح شاهدًا على الكثير من الأحداث المهمة. وأصبح مرادفًا للتاريخ الشخصي وتاريخ الجمهورية. بالإضافة إلى سعيه إلى رفع الرقابة عن المطبوعات الصحفية. وأنشأ ذكرى سنوية كعيد برفع الرقابة عن المطبوعات الصحيفة في 24 يوليو من كل عام.
تخرج فالح رفقي من كلية دار الفنون في إسطنبول. وكان يدرس الشعبة الأدبية. وقد عمل كقلم خاص في وظيفة مدير مساعد لوزير البحرية في الدولة العثمانية، وقائد الجيش الرابع. وقد كان من كبار الكتاب في عدد من الجرائد الكبرى مثل جريدة السيادة للأمة، والوطن، وجريدة الدولة، وجريدة المساء (تركيا). وقد انتخب عضوا في البرلمان التركي في الفترة الثانية والثالثة والرابعة عن منطقة بولو، والفترة الخامسة والسادسة والسابعة والثامنة كنائب عن أنقرة. وكاتب ديوان الرئاسة في الفترة الثانية والثالثة. وعمل أيضًا كمسئول إدارة الديوان الرئاسي، وعضو في مجموعة الاتحاد التركي في البرلمانات الدولية في فترته الرابعة. وقد أب لولد واحد.

## حياته
كان فالح رفقي ابن عائلة انتقلت من قرية كاينارجا الكبرى من مركز كاينارجا في محافظة صقاريا إلى العيش والاستقرار في إسطنبول. وقد ولد في عام 1894 في إسطنبول. أما والده فقد كان اسمه السيد حلمي أفندي، وأمه السيدة حرية جميل. وقد أتم تعليه الإعدادي في مدرسة التحصيل، وتعليمه الثانوي في المدرسة الملكية. وقد ساعده مدرسه في الإعدادية جلال ساهر ومدرسه أروخان سيفي أورخان في تطوير وتحسين حسه الأدبي. وقد أنهى قسم الأدب في كلية دار الفنون في عام 1912، وقد كان دخلها في العام الذي أعلن في الدستور الثاني عام 1908.
وقد نشرت أول كتابات فالح رفقي في عام 1911 في الصفحات الإضافية المخصصة للكُتاب الشباب في جريدة الأدبيات الجديدة. وقد كتب في عام 911 في جريدة التجلي، وفي عام 1912 في جريدة المرأة مع سليمان بهاري، ومن عام 1912 بدأ في نشر مقالاته بشكل مستمر في جريدة طنين.
وقد بدأ فالح رفقي حياته المهنية في عام 1913،

### الحرب العالمية الأولى
ذهب إلى سوريا كضابط احتياطى في الحرب العالمية الأولى، وعمل في مهنة الكتابة لجمال باشا وكان الكاتب الخاص لجمال باشا. وجمع ذكريات الحرب الموجوده في فلسطين وسوريا في كتاب الشمس والنار في عام 1918. وقد تم إحضاره كمساعد مدير الكاتب الخاص في مكتب وزير البحريه لمساعدة جمال باشا عام 1917.
وقد أسس على ناجى (كراجان) ونجم الدين صادق (صدق) وكاظم شناسى سويا جريدة المساء في عام 1918. وكتب في الجريده الكتابات التي تدعم حرب الاستقلال التركية. وقد تم محاكمتهم مطالبين بإعدامهم بسبب الكتابات التي تدعم حرب الاستقلال التركية في المحكمة المدعوه بديوان كورت بمروت مصطفى بين الشعب والتي تأسست لمحاكمة وطنين حكومة دامت فريد باشا. وقد نجى من الإعدام على أثر الانتصار في معركة إينونو الثانية عند تغير ديوان الحرب. وقد مر على الأناضول في 10 سبتمبر عام 1922.

### حرب التحرير
وقد استمرت كتاباته التي تدعم حرب الاستقلال التركية في صحف طانين (الفجر) وهاكيميات مبلييا. وقد تجول فالح رفقى وخالدة أديب ويعقوب قدرى ومحمد عاصم الذين تم توظيفهم في هيئة تاكتيك مظاليم عقب الحرب إلى الأناضول الغربية كاملة لتحديد ورصد الأماكن التي قام الجيش اليوناني بتدميرها.

### نائب برلماني
دخل فالح رفقي إلى البرلمان التركي في عام 1923، وعمل في البرلمان كنائب عن الشعب لمدة 27 عام دون انقطاع. وقد احتل مكانه في المجلس كنائب في بولو مابين عامى (1923- 1934) وفي انقرة مابين عامى (1935 - 1950) ومن ناحية أخرى عمل أيضا في الصحافة (محرر) في الجرائد القومية والوطنية وهاكميات ميلييا في التواريخ المختلفه. وقد دافع عن ثورات أتاتورك والتغرب في كتاباته العمودية. وقد تولى وظيفه في هيئة اللغة بين التجهيز والتطبيق للابجدية التركيه الحديثة.
وعمل في الرئاسة (رئيسا) في لجنة إيمار وعضوا (في عضوية) في هيئة تحكيم مشروع مدينة انقرة في الفترة التي عمل فيها في الصحافة (صحفى رئيسى) لجريدة الامة وقد أنضم في هذه الفترة إلى مناورات تراكيا التي كانت في عام 1937.
وقد حظي بصداقة مصطفى كمال الذي تعرف عليه بعد تحرير إزمير وجمع في الكتب المسماة بمن هو اتاتورك 1968 والجناكيا 1961، ماشرحه له اتاتورك 1955 والذكريات المتعلقه بهذه الفترة. وقد أكتسب بوجود اتاتورك بجانبة كثيرا لفتره كبيره واكتسب اهميه مختلفه لاعمال اتاتورك شاهدا على الأحداث الهامة. أجتاز المعارضة عام 1952 مؤسسا جريدة الدنيا بعد ان تولى رئاسة الحزب الديمقراطى عام 1951، ودافع عن ثورات اتاتورك ضد الحكم الجديد. وقد استمر في العمل في الصحافة (صحفى رئيسى) في هذه الجريده حتى الموت. وقد فقد حياته في إسطنبول نتيجة لأزمه قلبيه في 20 مارس عام 1971 وتم ودفنه في مقبرة زنجير ليكويو.

## أعماله

### خواطر
- النار والشمس، ذكريات حرب فلسطين وسوريا 1918.
- جبل الزيتون 1932.
- مذكرات مهادنة مصطفى كمال أتاتورك 1955.
- وحيد الدين من فم مصطفى كمال 1955.
- تشانقايا 1961.
- سنوات الغروب 1963.
- النجاة 1966.
- ماذا كان أتاتورك 1968.
- العلم 1970.

### الجولات
- إيطاليا الفاشية، وتيرنا الكمالية.
- مقدونيا المفقودة 1930.
- ما وراء البحر 1931.
- روسيا الجديدة 1931.
- موسكو- روما 1932.
- بحرنا المتوسط 1934.
- على سواحل التايمس 1934.
- على سواحل التونا 1938.
- الهند 1944.
- مذكرة مسافر 1946.
- مارأيته متنزها 1970.

### حكايات
- الساعة القديمة 1933.
- لماذا لم نتحرر 1953.
- المحنة 1955.
- المعتقد 1965.
- محادثات الأحد 1966.

### تحقيقات
- ما هي الكمالية 1966.
- خطابات مؤتمر لندن 1933.
- الجناح التركي 1941.
- رمية الجناح 1945.